# Almerimar
Almerimar es una localidad y pedanía española perteneciente al municipio de El Ejido, en la provincia de Almería. Está situada en la parte meridional de la comarca del Poniente Almeriense. A orillas del mar Mediterráneo, cerca de esta localidad se encuentran los núcleos de Los Baños de Guardias Viejas y Matagorda.

## Naturaleza

### Playas
Destacan las playas de San Miguel, también conocida como Ensenada San Miguel o Ejido Beach con bandera azul y una longitud de 2.200m y dotada de servicios e infraestructuras como accesibilidad y vigilancia. Además, destacan las playas de Poniente de Almerimar y Levante de Almerimar

### Lago Victoria
También conocida como San Miguel o Salinas de Guardias Viejas. Desde 1882 a 1936 albergaban unas salinas de 150 ha. Hasta la urbanización de su entorno a finales del siglo XX se encontraba detrás de la barrera arenosa de la playa sobre los limos de marisma o albufera. Se nutre de los aportes subterráneos de los acuíferos colindantes y de las precipitaciones. En relación con su hábitat y estructura vegetal tiene una biodiversidad media y la vegetación perimetral se encuentra mermada por las actividades urbanizadoras.

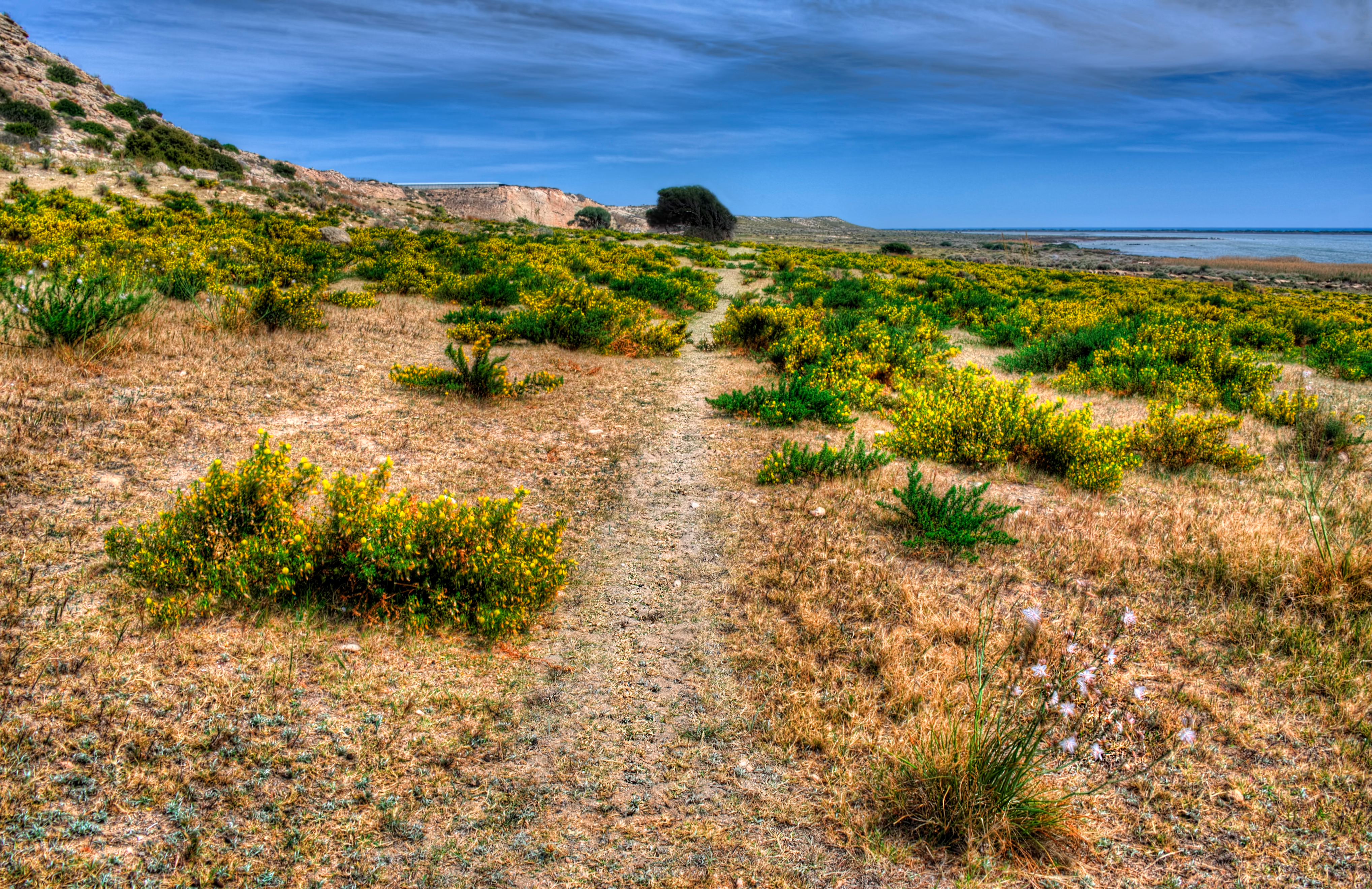
Punta Entinas-Sabinar

Hay presencia de aves que nidifican, invernan o la emplean en sus pasos migratorios.  
En 2008 se acometió la limpieza de algas del lago en la parte salobre y la parte dulce y se introdujeron carpas.
Se encuentra la Escuela Club Tiempo Libre para la práctica del remo y el piragüismo.

## Historia
El núcleo de población actual se debe al proyecto de la Urbanización de Almerimar de 1967. Nace al amparo de la ley de Centros y Zonas de Interés Turístico Nacional de 1963 que tenía como objetivo la ordenación turística del territorio de la nación y se idea como Centro de Interés Turístico Nacional (CITN). Al amparo de la misma ley se desarrollan también la Urbanización de Aguadulce y la Urbanización de Roquetas de Mar, además de otras urbanizaciones a lo largo de la costa mediterránea. Esta obra gozó de exenciones y financiación para su correcto desarrollo y su promotor fue Agustín González Mozo, terrateniente del Campo de Dalías, ya que los CITN tenían casi siempre como promotor a un terrateniente local que veía en estos proyectos la posibilidad de revalorizar sus terrenos rústicos.
En 1971 se comienza a desarrollar plan parcial para urbanizar un total de 281.8 ha en el entorno de la ensenada San Miguel, actual lago Victoria y en 1976 se aprueba el Centro de Interés Turístico (CITN) "Oasis de la Costa del Sol", nombre original de la Urbanización de Almerimar. Era un proyecto de 23.000 plazas hoteleras para el turista extranjero y empleando como reclamo la playa, el Puerto Deportivo de Almerimar y del Campo de Golf de Almerimar

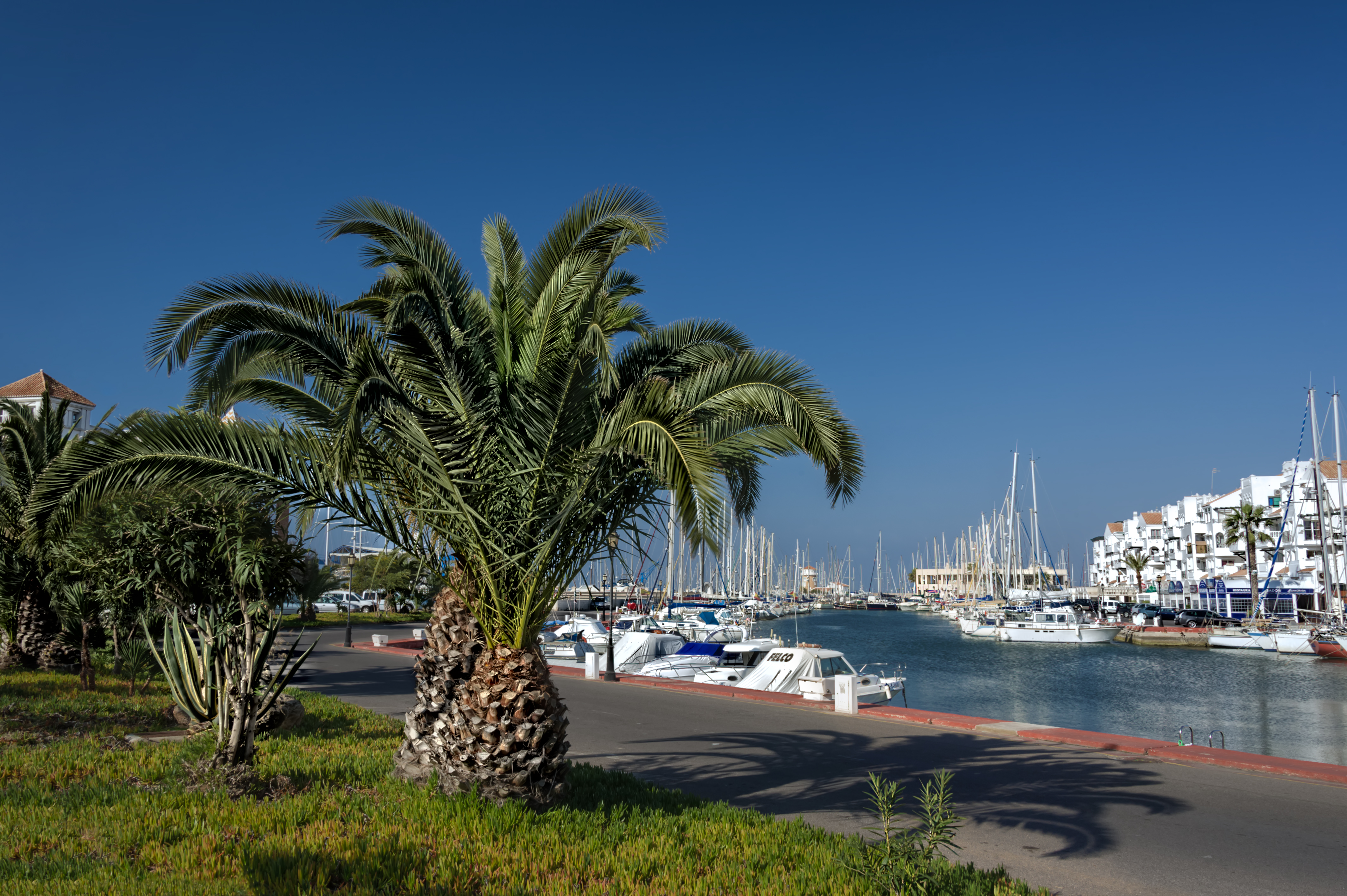
Puerto Deportivo Almerimar

Sin embargo, a mitad de los años 80 se había desarrollado únicamente el 20 por ciento del proyecto original y se decide cambiar el modelo de negocio a turismo de calidad y segundas residencias de habitantes de El Ejido aprovechando sus infraestructuras turísticas, su baja densidad constructiva y la calidad de su entorno natural y buen estado de las zonas verdes. 
En los años 90 se produce la entrada de capital japonés en el proyecto con la entrada de la entidad financiera japonesa Shin-ei y la promotora japonesa Riokuchi que proyectaron en Almerimar un enclave estratégico para albergar jubilados japoneses muy aficionados al golf. Sin embargo la crisis económica de Japón puso fin al proyecto inicial y supuso la salida de los inversores japoneses de proyecto.
En la actualidad Almerimar cuenta con población estable gracias a sus equipamientos e infraestructuras y es la principal población turística de El Ejido junto con Balerma.

## Economía

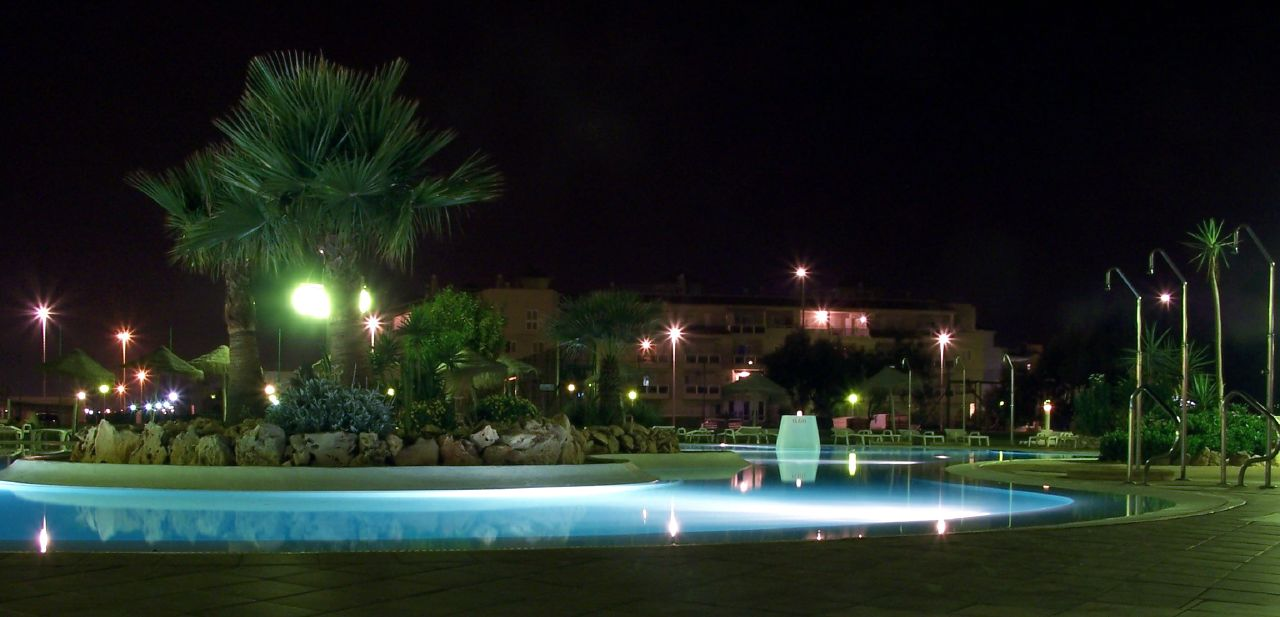
Hotel AR Almerimar

### Sector terciario
Se trata de una población turística de sol y playa que cuenta con dos establecimientos hotelerosː Hotel Golf Almerimar 5* y Hotel AR Almerimar 4*, cuenta además con tres complejos de Apartamentos Turísticos y segundas residencias. Además, hay un aparcamiento para autocaravanas. La ocupación media en la temporada estival es de más del 50 por ciento, alcanzando picos del 80 por ciento (2019).
Cuenta con una amplia oferta de restauración con cafeterías, bares y pubs así como varios restaurantes de gastronomía almeriense basados en la calidad del producto de la huerta y el mar así como de cocina internacional. 
En cuanto a la práctica del deporte como reclamo turístico señalar el campo de Golf Almerimar y el Puerto Deportivo de Almerimar. En Almerimar se pueden la practicar de numerosos deportes sobre todo los náuticos y cuenta con playas urbanas y semiurbanas.

## Comunicaciones
- Carretera A-389 que comunica con El Ejido y la A7 por la que se accede a Almería o a Málaga.
- Aeropuertos: Almería (40 min), Málaga (2 horas)
- Puerto comercial: Almería (33 min), Adra  (23 min)
- Estación de tren: Almería (32 min)  y Málaga - Ave (2 horas)

## Cultura
En febrero se celebra el Carnaval, con pasacalles, concurso y sardinada en el Entierro de la Sardina
El 16 de julio se celebran las fiestas patronales de la Virgen del Carmen, con misa y procesión marítima además de eventos solidarios.
Desde 2008 en agosto se celebra la recreación histórica del Desembarco Pirata que narra el ataque de los piratas berberiscos 1522 además con pasacalles y concursos.
Durante todo el verano se celebran diferentes eventos como la concentración de coches clásicos, el Sun Market desde 2017 y varias competiciones deportivas. 

## Deportes

### Puerto deportivo de Almerimar
La infraestructura más importante es el Puerto Deportivo de Almerimar

### Campo de Golf Almerimar
El campo de golf de Almerimar construido en 1976 por Gary Player cuenta con 27 hoyos divididos en 18 en el campo principal y 9 en el campo secundario en 802.000 m². El campo está caracterizado por calles anchas, gran vegetación y una buena cantidad lagos. En 2019 se celebró el Campeonato de España de Profesionales Senior Masculino Costa de Almería.
| Campo principal | Almerimar 1 |
| Hoyos           | 18          |
| Par Blanco      | 6296m       |
| Par Rojo        | 5429m       |
| Par Amarillo    | 6148m       |
| Par Azul        | 5601m       |

| Campo principal | Almerimar 3 |
| Hoyos           | 9           |
| Par Blanco      | 2914m       |
| Par Rojo        | 2492m       |
| Par Amarillo    | 2879m       |
| Par Azul        | NA          |

### Windsurf
Desde 1987 se celebra la prueba del Campeonato de España Culoperro en modalidad Slalom y Olas. Además se ha celebrado por segunda vez la primera prueba de la Copa Mundial PWA Juvenil de 2020.
Cuenta con varias escuelas de Windsurf como el Club de Windsurf Mar Azul, Víctor Fernández Center y Club de Kitesuft Playa de Poniente.